# ホージャ・オグル
ホージャ・オグル（モンゴル語: Khwaja Oγur、中国語: 忽察、生没年不詳）は、チンギス・カンの孫のグユクの息子で、モンゴル帝国の皇族。『元史』などの漢文史料では忽察/和只、『集史』などのペルシア語史料ではخواجه اغولKhwaja Āghūlと記される。オグルとは「王子」を意味するテュルク語。

## 概要
ホージャ・オグルはモンゴル帝国の第3代カアンのグユク・カンとオグルガイミシュとの間に生まれた。同母弟にはナク太子、異母弟にはホクがいる。
ホージャ・オグルの祖父のオゴデイ・カアンが亡くなった時、有力なカアン候補にはオゴデイの庶長子のグユクとトルイ家のモンケがいたが、皇后ドレゲネの強い後押しによってグユクの即位が実現したという経緯があった。グユクが即位後数年で亡くなった後、やはり有力なカアン候補としてモンケが浮上したが、ホージャ・オグルとナク太子の兄弟はオゴデイが生前に後継者に指名していたシレムンを擁立することでこれに対抗しようとした。
しかしジョチ・ウルス当主バトゥという強力な後ろ盾を有するモンケが大多数の支持を集め、モンケが第4代カアンとして即位することになった。モンケの対立候補であったシレムン及びホージャ・オグルとナク太子の兄弟はこの結果に不満を抱き、クーデターを計画したものの、事前に露見して捕らえられてしまった。モンケはモンゴルの慣習として皇族の命を取ることはなかったが、主犯格であるホージャ・オグル、ナク太子らは軍営にて禁錮されることとなった。
これ以後ホージャ・オグルらが史料に現れることはなくなり、グユク家の財産はホージャ・オグルの弟で未だ幼く陰謀に関わっていなかったホクが継承することとなった。

## ホージャ・オグル王家
ホージャ・オグルの子孫について、史書ごとによって記述は大きく異なる。『集史』はトクメ(Tükme,توکمهTūkme)とブスジュ・エブゲン(Tötaq,بوسجو ابوکان)という二人の息子がいたするが、『元史』宗室世系表ではこれと全く異なるイルゲンツェン王（Irgendzan,亦児監蔵）とオルジェイ・エブゲン王（Ölǰei Ebügen,完者也不干）という二人の息子がいたと記す。また、『五族譜』では『集史』の記述に加えてトゥクルク(Tötaq,توقلوقTūqlūq)という息子がいたとも記す。
一方、『元史』宗室世系表ではホージャ・オグル（忽察）の弟のホク（禾忽）の息子にトゥクルク（禿魯）がいたとするが、ホクとトゥクルクの活躍年代から見て両者が親子関係にあったというのは疑わしく、『五族譜』に従ってトゥクルク（禿魯＝توقلوقTūqlūq）はホージャ・オグルの息子とするのが正しいと考えられている。また、ホクにはトクメという息子がおり、更にその息子もトクメという名前であったと伝えられるが、これらとホージャ・オグル家のトクメとの関係は不明である。
ホージャ・オグルのウルスがどのように推移したかは不明であるが、至順2年（1331年）にはホージャ・オグルの息子のオルジェイ・エブゲン王のウルスが飢饉になったため、朝廷がこれを救済したという記録が残されている。

## グユク王家
- グユク・カン(Güyük Qan,貴由/ گيوك خانGuyūk khān)
  - ホージャ・オグル(Qaračar,忽察/خواجه اغولKhwaja Āghūl)
    - トクメ(Tükme,禿苦滅/توکمهTūkme)
    - ブスジュ・エブゲン(Tötaq,بوسجو ابوکان)
    - 南平王トゥクルク(Tuqluq,禿魯/توقلوقTūqlūq)
    - イルゲンツェン王(Irgendzan,亦児監蔵)
    - オルジェイ・エブゲン王(Ölǰei Ebügen,完者也不干)

  - ナク太子(Naqu,脳忽/ناقوNāqū)
    - チャバト(Čabat,چباتChabāt)

  - ホク大王(Hoqu,禾忽/هوقوHūqū)